# Piotr Lachmann
Piotr Lachmann (niem. Peter Jörg Lachmann; ur. 21 października 1935 w Gliwicach) – niemiecko-polski poeta, eseista, reżyser teatralny oraz tłumacz.

## Życiorys
Peter Jörg Lachmann urodził się w niemieckiej rodzinie gwiazdy lokalnej drużyny piłki nożnej Vorwärts-Rasensport Gleiwitz Ewalda Lachmanna. W 1945 został ponownie ochrzczony imieniem Piotr i wraz z matką oraz siostrą pozostali w Polsce. Od 1956 studiował chemię na Politechnice Śląskiej w Gliwicach, gdzie wraz z grupą kolegów założył  studencki teatr satyryczny  Za mgiełką. W 1958 wyjechał do Niemiec Zachodnich. Tam studiował filozofię, germanistykę i teatrologię na uniwersytetach w Kolonii i Bazylei.
Publikował w "Twórczości", "Tygodniku Powszechnym", "Dialogu", "NaGłosie" i "Borussii" oraz w Wydawnictwie Literackim i Wydawnictwie "Przedświt". Drukował eseje w czasopismach niemieckojęzycznych: "Merkur", "Theater Heute", "Dialog", "Du", Lettre International.
Tłumaczył na język niemiecki dzieła m.in. Józefa Czapskiego, Leszka Kołakowskiego, Jana Kotta oraz dramaty Stanisława Ignacego Witkiewicza, Tadeusza Różewicza i Helmuta Kajzara.
Wraz z aktorką Jolantą Lothe był współzałożycielem jedynego w Polsce wideoteatru "Poza", działającego od 1985  do 2018 w Warszawie, w pałacu Szustra. Reżyserował i adaptował w nim w nim teksty i sztuki Helmuta Kajzara, Euripidesa, Tadeusza Różewicza, Hanny Krall, Aleksandra Wata,, E.T.A.Hoffmanna  i własne. Chronologiczny spis spektakli https://culture.pl/pl/miejsce/lothe-lachmann-videoteatr-poza

## Twórczość
- Junge Lyrik (1960)
- Polnisch Leben (1968)
- T. Różewicz Vorbereitung zur Dichterlesung (1979)
- Niewolnicy wolności (1983)
- Poesie der Welt: Polen (1987) – wspólnie z Renatą Lachmann
- Mniejsze zło (1991)
- Wywołane z pamięci (1999)
- Hamlet gliwicki. Próba albo dotyk przez szybę (2008)
- DurchFlug. E..T.A.Hoffmann in Schlesien (2011)
- Gliwice Hamlet: Rehearsal or Touch Through the Pane (2016)
- Wie ich (nicht) vertrieben wurde (2018)
- Ich bin ein Spieler, der das Letzte auf eine Hoffnung wagt. E.T.A.Hoffmann in Warschau (1804-1807),  (2021)

Reżyser filmów dokumentalnych:
Tryptyk różewiczowski: Tadeusz Różewicz Twarze (2012),Moje pojednanie: Rożewicz i Niemcy (2014),Szukamy życia w grobach: Różewicz, powroty (2016),
Pole Widzewa Bogdana Wojdowskiego (2018), Pole widzenia. Wola (2009), z Elwirą Kozłowską.Nowatorska formuła Videoteatru Poza i warszawskie wątki w jego spektaklach (2022), "To było rzutowane w przyszłość". Helmut Kajzar (1941–1982) we wspomnieniach bliskich mu twórców (2022).
Współautor( wraz z Marią Peszek) tekstów piosenek do albumu "Miastomania" (2005)